# Elliotsmithia longiceps
Elliotsmithia longiceps — вид пелікозаврів родини Варанопсеїди (Varanopidae). Скам'янілі рештки знайдені на території Південно-Африканської Республіки. Вид існував у кінці пермського періоду.